# Fußgängerbrücke Hvězdonice
Die Fußgängerbrücke Hvězdonice verbindet die Orte Hvězdonice und Poddubí, einen Ortsteil der Gemeinde Kaliště im Okres Praha-východ, über den Fluss Sázava.
Sie wurde 1977 von dem Unternehmen Stavby silnic a železnic (jetzt Eurovia) gebaut, um den nahen Bahnhof von Hvězdonice besser mit dem gegenüberliegenden Poddubi zu verbinden. Die zuvor benutzte Fähre konnte die Menge an Passagieren nach der Ankunft eines Zuges nicht mehr bewältigen. Außerdem waren einmal mehrere Kinder ertrunken, als die Fähre bei Eisgang kenterte, und im Winter brachen immer wieder Leute im Eis ein.
Die Spannbandbrücke ist 131 m lang und rund 3 m breit. Sie wird von zwei Pfeilern am Ufer gestützt, die einen Abstand von 80 m haben. Das Spannbetonband des Gehweges hängt auf diesem Feld 1 m durch. Das Feld auf der nördlichen Seite von Poddubi ist 17 m lang, das auf der südlichen Seite von Hvězdonice ist 34 m lang.
Die Brücke wurde nach dem Einsturz der ähnlich konstruierten Trojská lávka (1984) in Prag im Dezember 2017 zunächst gesperrt. Nachdem Gutachter ihre Sicherheit bestätigt hatten, wurde sie im November 2019 wieder geöffnet.